# Корниенко, Николай Ильич (Герой Советского Союза)
Никола́й Ильи́ч Корние́нко (3 мая 1924 года, село Малокирсановка, Таганрогский округ, Донецкая губерния, Украинская ССР, СССР — 27 февраля 2011 года, Таганрог, Ростовская область, Россия) – участник Великой Отечественной войны и войны с Японией — Герой Советского Союза (1945), комсомолец, командир отделения 619-го стрелкового полка 203-й Запорожской стрелковой дивизии 53-й армии 2-го Украинского фронта, младший сержант.

## Биография
Родился 3 мая 1924 года в селе Малокирсановка ныне Матвеево-Курганского района Ростовской области в семье крестьянина.
Перед войной окончил 7 классов местной школы, работал в колхозе, помогая родителям, заменил отца и старшего брата, ушедших в 1941 году на фронт.
28 августа 1943 года, после освобождения родного села, на второй день вступил в действующую армию. Боевое крещение пулемётчик Николай Корниенко получил в боях на реке Молочной осенью 1943 года при прорыве сильной обороны вокруг Мелитополя. Отражал контратаку противника пулемётной очередью.
В апреле 1944 года освобождал Одессу (в составе 5-й ударной армии) и был награждён орденом Славы 3-й степени. Тогда же был ранен. После краткосрочного пребывания в госпитале направлен в 619-й стрелковый полк 203-й стрелковой дивизии. В дальнейшем участвовал в Ясско-Кишинёвской, Дебреценской и Будапештской операциях. За бои на территории Венгрии награждён орденом Красной Звезды. Особо отличился во время форсирования реки Тиса.
Командир отделения 619-го стрелкового полка младший сержант Корниенко с бойцами в ночь на 7 ноября 1944 года преодолел реку Тиса у села Шаруд (12 километров юго-западнее города Тисафюред, Венгрия). На правом берегу отделение было встречено плотным огнём вражеского пулемёта. В критический момент боя, рискуя жизнью, Корниенко бросился на огневую точку противника и захватил в плен пулемётный расчёт. Следуя примеру командира, отделение ворвалось в траншею и, несмотря на численное превосходство неприятеля, захватило её. Не давая врагу возможность закрепится на промежуточных рубежах, Корниенко с подчинёнными в течение дня успешно атаковал позиции противника и расширил плацдарм, чем обеспечил высадку основных подразделений полка. Всего в этот день он взял в плен 53 солдата неприятеля с вооружением.
Указом Президиума Верховного Совета СССР от 24 марта 1945 года за мужество, отвагу и героизм, проявленные в борьбе с немецко-фашистскими захватчиками, младшему сержанту Корниенко Николаю Ильичу присвоено звание Героя Советского Союза с вручением ордена Ленина и медали «Золотая Звезда» (№ 3777).
День Победы Н. И. Корниенко встретил в Чехословакии, а свой боевой путь окончил в сражениях с Квантунской армией в Маньчжурии в сентябре 1945 года. Член КПСС с 1947 года.
В 1950 году уволился из армии по болезни. С тех пор долгие годы работал воспитателем, заместителем директора профессионально-технического училища в Таганроге.
Майор в отставке, Н. И. Корниенко жил в Таганроге, активно участвовал в патриотической работе. Являлся членом городского Совета ветеранов войны и труда.
Скончался в 2011 году.

## Память
- На его доме установлена памятная доска «Здесь живёт Герой Советского Союза Н. И. Корниенко».
- Одна из улиц села Малокирсановка носит имена братьев Николая и Ивана Корниенко (Иван Ильич Корниенко — лётчик, погибший на фронте в 1944 году).
- В Таганрогском ЛИАМЗ имеются архивные материалы, посвящённые Корниенко[4].

## Награды
- Медаль «Золотая Звезда» Героя Советского Союза  (24.03.1945).[5] за подвиг, совершённый при форсировании реки Тиса.
- Орден Ленина (24.03.1945).[5]
- Орден Отечественной войны 1 степени (11.03.1985)[6]
- Орден Славы 3 степени (25.04.1944)[7] за подвиг, совершённый в боях за Одессу.
- Орден Красной Звезды получил он за то, что из своего пулемёта сбил вражеский самолёт-истребитель.
- Медаль «За отвагу» (7.11.1943)[8]
- Медаль «За отвагу»За отличия в боях при освобождении Николаева
- «В ознаменование 100-летия со дня рождения Владимира Ильича Ленина» (6 апреля 1970)
- «За победу над Германией в Великой Отечественной войне 1941—1945 гг.» (9.5.1945)[9]
- «20 лет Победы в Великой Отечественной войне 1941—1945 гг.» (7 мая 1965[10])
- «30 лет Победы в Великой Отечественной войне 1941—1945 гг.»[11]
- Медаль «Сорок лет Победы в Великой Отечественной войне 1941—1945 гг.»[12]
- Юбилейная медаль «50 лет Победы в Великой Отечественной войне 1941—1945 гг.»[13]
- «Ветеран труда»
- «30 лет Советской Армии и Флота»[14]
- «40 лет Вооружённых Сил СССР»[15]
- «50 лет Вооружённых Сил СССР» (26 декабря 1967[16])
- «60 лет Вооружённых Сил СССР» (28 января 1978[17])
- Знак «25 лет победы в Великой Отечественной войне» (1970)